# Orda (Kraj Permski)
Orda (ros. Орда) – wieś (sieło) w Rosji, w Kraju Permskim, ośrodek administracyjny rejonu ordińskiego. W 2010 liczyła 5375 mieszkańców.